# معاطف المدينة
معاطف المدينة  (بالإنجليزية: City Slickers)‏ هو فيلم كوميدي تم إنتاجه في الولايات المتحدة وصدر في سنة 1991.

## طاقم التمثيل
- بيلي كريستال
- هيلين سلاتر
- جاك بالانس

## القصة
تدور أحداث الفيلم حول (ميتش) الذي يعمل في الإعلانات عبر الراديو وصديقيه (فيل) و(إد) وهم جميعا في منتصف عمرهم ويقرروا جميعا قضاء عطلة لمدة أسبوعين في نيومكسيكو وهناك يلتقوا بـ (هولي) الذي يعلمهم حياة رعاة البقر بل ويعلمهم أمور أخرى عن الحياة هناك.

## الميزانية والإيرادات
بلغت تكلفة إنتاج الفيلم حوالي 26 مليون دولار بينما حقق أرباحا تقدر بـ 179,033,791 دولار.

### ترشيحات وجوائز
| السنة | الحدث          | الفئة                  | النتيجة |
| ----- | -------------- | ---------------------- | ------- |
|       | جائزة الأوسكار | أفضل ممثل في دور مساعد | فوز     |

## وصلات خارجية
- معاطف المدينة على موقع IMDb (الإنجليزية)
- معاطف المدينة على موقع ميتاكريتيك (الإنجليزية)
- معاطف المدينة على موقع الموسوعة البريطانية (الإنجليزية)
- معاطف المدينة على موقع روتن توميتوز (الإنجليزية)
- معاطف المدينة على موقع نتفليكس (الإنجليزية)
- معاطف المدينة على موقع قاعدة بيانات الأفلام العربية
- معاطف المدينة على موقع ألو سيني (الفرنسية)
- معاطف المدينة على موقع Turner Classic Movies (الإنجليزية)
- معاطف المدينة على موقع أول موفي (الإنجليزية)
- معاطف المدينة على موقع بوكس أوفيس موجو (الإنجليزية)